# 小笠原仁 (声優)
小笠原 仁（おがさわら じん、1994年8月16日 - ）は、日本の男性声優、歌手、ボーカリスト。ロックバンド・GYROAXIAのメンバー。神奈川県出身。EARLY WING所属。

## 略歴
2016年、『輝星のリベリオン』で声優デビュー。
2019年12月、メディアミックスプロジェクト『ARGONAVIS from BanG Dream!』の派生バンド「GYROAXIA」に参加、ボーカル担当としてバンド活動を開始。声優としてもアニメやゲームに出演する。
2021年5月1日、アーティストデビューを発表。アーティスト公式YouTubeチャンネルと公式Twitter、オフィシャルサイトをオープン。12月15日にデビューシングル『TURBO』をリリースした。
2022年2月23日、ミニアルバム『Freestyle』がユニバーサルミュージック内Virgin Musicからリリースされ、GYROAXIAのメンバーとしてメジャーデビュー。
2023年9月17日、「より良い創作活動に専念する」ことを理由に、2023年12月31日をもってBeyond The Musicレーベルでの歌手活動の休止を発表した。
2024年8月7日、宮内告典とのコラボライブイベント「NARGLER」を発表。
2025年3月6日、秋谷啓斗とのクリエイティブプロジェクト「Noren.」を発表。

## 人物
TYPE-MOON作品に出逢ったことをきっかけに声優を目指した。
2021年9月ごろのGYROAXIAのライブにて、担当キャラクターである旭那由多と同じく髪を白髪にしてステージに立つ。以降、活動内容に合わせて不定期に髪色を変えている。

### 特技
歌の評価が非常に高く、ラップ、シャウト、スクリームなどが入ったテクニカルな楽曲を歌いこなす。元々は歌を専門的に学んだ経験がなく、一人カラオケで歌うことを趣味としていた。
事務所プロフィールの特技にモノマネを記載しているが、たびたび削除を求めている。

### 趣味
前述のTYPE-MOON作品をはじめ、アニメやゲームが幅広く好き。初恋は『エレメンタルジェレイド』のレヴェリー=メザーランスで、ラブライブ!の西木野真姫のために髪を赤くしていたことがある。幼少期からたくさんの少女漫画に触れて育った。
他にイラスト、ヘアスタイリング、麻雀など多趣味。
好きなミュージシャンとして母に影響されたB'z、マイケル・ジャクソンや、歌唱・ラップに影響を受けたONE OK ROCK、SOUL'd OUTなどをよく挙げている。

### GYROAXIAの活動
『from ARGONAVIS』内のバンド「GYROAXIA」にて、ボーカルとして活動している。バンド活動においてはフロントマンであると同時に、演奏を総括的に監督する役割を担っている。本人は音楽初心者からスタートしたため、専門用語ではなく身振り手振りやイメージを伝える形でメンバーに伝えている。
ステージ上での迫力あるパフォーマンスから「（旭那由多が）憑依している」と言われることが多いが、本人はいわゆる憑依型役者ではなく、常に「那由多だったらどうするか」を考えてパフォーマンスしている。
また、メンバーの仲が非常に良く、プライベートでもよく遊んでいる。真野拓実から『ヴァンガード』を教わった際は、カラオケで8時間ほど対戦していた。
2023年、GYROAXIAのライブ（アンコールパート）にて、未経験からキーボード演奏を練習し、披露した。ピアノ経験者であるメンバーの秋谷啓斗から教わった。

## 出演
太字はメインキャラクター。

### テレビアニメ
2019年
- なむあみだ仏っ!-蓮台 UTENA-（男性客）
- 魔王様、リトライ!（村人D）
- 放課後さいころ倶楽部

2020年
- 織田シナモン信長（亘理来国光）
- アルゴナビス from BanG Dream!（旭那由多）

2021年
- WAVE!!〜サーフィンやっぺ!!〜（秋月ショウ） - 2020年に3部作として劇場上映
- SSSS.DYNAZENON（淡木、大学生α） - 2023年に劇場総集編公開

2022年
- リーマンズクラブ（四谷）
- であいもん（佐々木）
- カードファイト!! ヴァンガード will+Dress（2022年 - 2025年、狐芝ライカ） - 5シリーズ
- ブッチギレ!（久坂玄瑞）
- 虫かぶり姫（夜会会場の男）

2023年
- ツンデレ悪役令嬢リーゼロッテと実況の遠藤くんと解説の小林さん（生徒A）
- カワイスギクライシス（向井誠二）
- Helck（トウガ）
- 豚のレバーは加熱しろ（忍兵）

2024年
- ようこそ実力至上主義の教室へ 3rd Season（沖谷京介）
- 戦隊大失格（戦闘員G）
- 多数欠（ショー）
- やり直し令嬢は竜帝陛下を攻略中（帝国兵B）
- BLEACH 千年血戦篇-相剋譚-（死神）

2025年
- 妖怪学校の先生はじめました!（舟幽霊）
- 凍牌〜裏レート麻雀闘牌録〜（カズ）
- ユア・フォルマ（アンガス）

2026年
- 「お前ごときが魔王に勝てると思うな」と勇者パーティを追放されたので、王都で気ままに暮らしたい（ライナス・レディアンツ）

### 劇場アニメ
- 思い、思われ、ふり、ふられ（2020年）
- 劇場版アルゴナビス 流星のオブリガート（2021年、旭那由多[38]）
- 映画 五等分の花嫁（2022年、浜本）
- 劇場版アルゴナビス AXIA（2023年、旭那由多[39]）

### Webアニメ
- 学生探偵ふーかちゃん! / 異能のアイシス（2020年 - 2021年、桐谷人道[40][41]） - 2シリーズ
- ガールズフィスト!!!!（2024年、ボーカル、男声の芳野、石焼き芋屋の声）

### ゲーム
2016年
- 神獄塔 メアリスケルター
- ぐるぐる召喚マジカルギア（炎竜ピュト）
- 輝星のリベリオン

2017年
- CARAVAN STORIES（剣士ゴブリン、オウルベア、オオカミ 他）
- モバイル・レジェンド (ヴェルス)

2018年
- カルマオンライン（ベルダン）
- イケメン戦国◆時をかける恋 新たなる出逢い
- 戦国大河（2018年 - 2022年、前田利家、玄広恵探）
- 月煌－Luster－（竜剣士、ハルシュトレーム）
- 百花標人伝アスカ（龍之進、蓮十郎、禍月）
- 紡ロジック （男、ホスト崩れ）

2019年
- Ast Memoria -アストメモリア-（アール・レガーロ）
- ファイトリーグ（寿司屋橋三郎）
- ブラックスター -Theater Starless-（リコ）
- デュエル・マスターズ プレイス（カイト）
- Lost Archive（氷の魔術師 ケヴィン、見習い魔導士 ケヴィン、一般兵、エアライダー）
- 逆転オセロニア（ポレモス）

2020年
- 少女とドラゴン-幻獣契約クリプトラクト（スレイマン）
- ウーユリーフの処方箋（カナタ）
- ラストピリオド -終わりなき螺旋の物語-（パリス、クォン）
- ドトコイ（たぬき）
- キャプテン翼 RISE OF NEW CHAMPIONS
- 一血卍傑-ONLINE-（キドウマル）
- 幻獣契約クリプトラクト（2020年 - 2023年、スレイマン、スヴェン）

2021年
- WAVE!! 波乗りボーイズ（秋月ショウ）
- アルゴナビス from BanG Dream! AAside（旭那由多）
- フロンティア・ゼロ〜境界を越える想い〜（主人公)

2022年
- DEEMO II（ノロスケ）
- ヴァンガードZERO（狐芝ライカ）
- ミシックヒーローズ（マルドゥク）

2023年
- カードファイト!! ヴァンガード ディアデイズ（狐芝ライカ）
- モンスターユニバース（オロ、メディオ、セドロ、ヒル）
- 戦国 A LIVE（伊達政宗）
- 悪魔執事と黒い猫（スローン）
- Edge of Eternity（ダリオン）
- タワーオブスカイ（バディエラ）

2024年
- グランブルーファンタジー リリンク
- FOAMSTARS（ΔGITO）
- アルゴナビス -キミが見たステージへ-（旭那由多）
- ファイナルファンタジーVII リバース
- 東京ディバンカー（星喰大我）
- 18TRIP（西園練牙）
- クリスタルオブリユニオン （バルドル）
- ファイナルファンタジー ブレイブエクスヴィアス（アシャル）
- League of Angels 3（ルナリス）
- グランブルーファンタジー （ジュリアン）

2025年
- 誰ソ彼ホテル -蕾-（蜂矢夢久）
- 9 R.I.P. sequel（スサク）
- コープスパーティーⅡ Darkness Distortion（ロディー）

### 吹き替え

#### 映画
- ワンス・アポン・ア・タイム・イン・チャイナ 天地覚醒（2020年、ウーヤー〈チァン・ジゥオ〉）
- ザ・モンスターハンター 魔界都市（2021年、ユ・ウェン〈シュー・アシン〉）
- 返校 言葉が消えた日（2021年、ホアン・ウェンション〈リー・グァンイー〉[63]）
- 1950 鋼の第7中隊（2023年、伍万里〈イー・ヤンチェンシー〉）
- 1950 水門橋決戦（2023年、伍万里〈イー・ヤンチェンシー〉）
- ギガ・シャーク（2024年、チョウ・ティエンミン〈ホアン・タオ〉）
- ノリャン ―死の海―（2025年、イ·フェ〈アン・ボヒョン〉[64]）

#### ドラマ
- 山河令（2022年、葉白衣〈ホアン・ミン〉[65]）
- 三国志 秘密の皇帝（2024年、曹丕〈タン・ジェンツー〉[66]）

#### アニメ
- シンビアパート（2021年、チェ・ガンリム〈シン・ヨンウ〉[67]）

### ドラマCD
- 俺たちマジ校デストロイ（2018年、鈴城御由[68]）
- 史上最強の大魔王、村人Aに転生する ※第5巻限定特装版CD（2019年、カードの声）
- ラフラフ！-laugh life- 1st Round・Final Round（2019年 - 2020年、ビヨンド 越智遊太）
- 周辺男子 -Connectable Boys-（2020年 - 2021年、モニター）

### BLCD
- 囀る鳥は羽ばたかない 5（2018年）
- 恋するサノバビッチ（2018年、キャスト[69]）
- ノーカラーベイビー（2019年、元彼）
- ところで今は何番目でしょうか。（2019年、男友達[70]）
- ただれた恋にはいたしません！（2019年、ハッピーマリンのメンバー）
- この恋、神様にご報告!?（2020年、成田紘之[71]）
- プッシーキングさまの悪癖（2020年、アミルの秘書・男娼[72]）
- フェロモン探偵 ドラマCD〜記憶喪失男拾いました〜（2021年、クラブの男）
- 手を伸ばしたら、つばさ（2022年、学生1・店員・通行人男・ゼミ生）
- 南くんはその声に焦らされたいシリーズ（2023年 - 2024年、烏丸優希）

### デジタルコミック
- Beeマンガ「新宿スワン」（時期不明、フランソワ 他）
- dTVマンガ「未成年だけどコドモじゃない」（2017年、柳沼柊太郎）
- ボンボンTV「シークレット・シンデレラ〜甘い秘密〜」ボイスコミックPV（2019年、姫宮ヒカル[73]）
- マンガMeeチャンネル
  - 「明日からは清楚さん」（2021年、松本広大[74]）
  - 「青春シンデレラ」（2021年、長谷川颯真）
  - 「蜜蜂ライアー」（2021年、雲雀草介）
- BookLive公式YouTubeチャンネル「ピュアホワイトアウト」（2021年、土居清澄[75]）
- ユニバーサルエンターテインメント公式YouTubeチャンネル「回胴創世記〜ハナビを創った男〜」（2021年、高杉和久）
- dTVマンガ「liar」（2022年、市川一哉）

### ラジオ
※はインターネット配信。
- 前野智昭・小笠原仁のWAVE!! Brilliant Time（2018年 - 2021年、bayfm[76]）
- &CAST!!!アワー ラブテン!（2019年 - 2020年、超A&G+※、&CAST!!!※[77]）
- &CAST!!!アワー ラブテン! half past９!!!（2019年 - 2020年、&CAST!!!※）
- &CAST!!!アワー ラブエール!（2019年 - 2020年、&CAST!!!※[78]）
- 小笠原・今井のRADIO ν WING（2019年、音泉※）
- ARGONAVIS ナビゲーターラジオ（2020年 - 2022年、ニッポン放送・HiBiKi Radio Station※[79]）
- 月刊 新・男前通信3月号〜月刊 小笠原仁（2021年、文化放送モバイルplus※[80]）
- ヴァンガード radio+Dress（2022年 - 2023年、HiBiKi Radio Station※）
- カードファイト!! ヴァンガード Radio+Dress＋（2023年 、HiBiKi Radio Station※、YouTube）

### テレビ番組
※はインターネット配信。
- デュエル・マスターズ プレイス 公式生配信番組（2020年2月21日 - 、YouTube Live※）
- おそとでイケボ 〜俺の釣りを聴け〜（2020年10月31日 - 2021年1月30日、 釣りビジョンVOD※[81]）
- 黒歴史カードバトル（2020年12月21日 - 2021年1月25日、Locipo※[82]）
- 〜“スキなキモチ”応援バラエティ〜 酒井広大×小笠原仁 スキ♥ラボ（2021年8月10日 - 2022年3月21日、mahocast※、超A&G+※[83]）
- 小笠原仁の好きなもんは好きなんだわ!（2021年12月10日 - 、OPENREC.tv※）
- animelo weekend in ハレスタ（2022年7月16日 - 2023年3月19日、ニコニコ生放送※）

### 舞台・朗読劇
- 声の優れた俳優によるドラマリーディング 日本文学名作選 第八弾「草枕―漱石とグールド―」（2019年2月10日、紀伊國屋サザンシアター TAKASHIMAYA）志保田の隠居、他[84][85] 役
- 朗読劇「学園デスパネル2020」（2020年6月11日、座・高円寺2 ※無観客配信）出版[86] 役
- PLATTO朗読劇「さんにん暮らし」「自粛が明けたら」（2020年8月30日、オンライン配信）大林一月、朝倉倫太郎、鈴木壮太[87] 役
- 朗読劇「カナリアの手帳」（2020年9月5日・6日、座・高円寺2）滝沢[88] 役
- KIRAKIRA VOICE LAND VOL.30「LOVE×LETTERS」（2021年3月20日・21日、LAPIN ET HALOT）大地、海斗[89] 役
- 舞台「ARGONAVIS the Live Stage」（2021年6月24日 - 27日、シアター1010）旭那由多 役
- Mixa BL朗読シリーズ第4弾「JOY」（2021年7月4日、Mixalive TOKYO Hall Mixa）阿久根勇亮[90] 役
- 朗読劇「いつもポケットにショパン」〜2nd Lesson〜（2022年1月20日、紀伊國屋ホール）緒方季晋、上邑恭二、松苗 役
- ノリウチ! 〜カラオケ Mixalive TOKYO店〜（第5話）（2022年6月6日、Mixalive TOKYO Hall Mixa）ジンジン 役
- シチュエーション朗読劇『Love on Ride〜通勤彼氏』vol.2（2022年6月24日、浅草花劇場）相沢巧真、久遠結人 役
- 永久保貴一の極めて怖い話 -朗読劇舞台-（2022年7月17日、浅草花劇場）永久保貴一、同僚の先輩、鞠治、藤原 役
- 朗読劇「劇団いきすだま4」（2022年10月1日、川越西文化会館）
- 朗読劇「名もなき士」（2022年12月9日・10日、参宮橋トランスミッション）十一 役
- 舞台「ARGONAVIS the Live Stage2 〜目醒めの王者と恒星のプログレス〜」（2023年2月18日 - 20日、東京建物 Brillia HALL / 2月24日 - 26日、AiiA 2.5 Theater Kobe）旭那由多 役
- マーダーミステリー即興劇「ザ・マフィア 〜ボスの死と継承〜」 第一夜（2023年3月15日、オンライン配信）ダイヤ 役
- 声優朗読劇フォアレーゼン 〜古高俊太郎〜（2024年2月12日、守山市民ホール 大ホール）湯浅五郎衛門、小夜、土方歳三、町娘2、長州藩士2 役
- 朗読ショウ「パレード・ホライゾン」（2024年9月13日 - 14日、一ツ橋ホール）レオン、サイコな男、男 役
- 音楽朗読劇「陰陽師」（2024年10月8日 - 9日、シアター1010）
- 朗読劇「カラフル」（2024年11月10日、CBGKシブゲキ!!）プラプラ 役
- 朗読劇「名前を呼んで、もう一度」（2024年11月22日、サンシャイン劇場） 佐々木大和 役
- 音楽朗読劇「銀河鉄道の夜を、また」-2025-（2025年2月16日、上野ストアハウス）岳、宙 役[91]
- 音楽朗読劇「陰陽師」（2025年2月23日、よみうり大手町ホール）
- 音楽朗読劇「仮面の男」〜アレクサンドル・デュマ・ペール「ダルタルニャン物語」より〜（2025年3月8日、博品館劇場） - ポルトス 役 他[92][93]
- 朗読×ACT「アイディール・セミナー/Final session」（2025年6月4日・7日 - 8日、こくみん共済 coop ホール／スペース・ゼロ）五十嵐瑞希 役
- 朗読劇「ネコたん！弐ぷらす〜猫町怪異奇譚〜」（2025年6月17日、あうるすぽっと） 阿修羅飄 役[94][95]

### その他コンテンツ
- コバルト文庫「手塚先生の恋愛指南」PV（2016年、藤倉慎[96]）
- サンリオキャラクター フラガリアメモリーズ（2023年、チャコ[97]）
- SSSS.DYNAZENON ボイスドラマ（2021年、淡木）
- プラネタリウム朗読劇 Over The Galaxy2 Trilogy（2021年10月1日 - 12月13日、さいたま市宇宙劇場）語り
- 北多摩TOKYOアニメスタンプラリー TAMA☆ろくと巡礼物語!（2021年、清戸槻）
- #せいゆうろうどくチャンネル「よだかの星」朗読[98]
- セイリオスライブ2022 「未知なる友へ〜モースルーリィ音が導く多次元への旅」（2022年11月18日、TOKYO FM HALL）語り
- 富士見ファンタジア文庫「完璧な俺の青春ラブコメ　1.ぼっち少女の救い方」PV（2023年、五代涼真[99]）
- マガツノート（2022年 - 2024年、秀吉）
- 夢カレシ（2023年、加賀美漣[100]）
- ライブアニメ「ラプソディ」（2023年、金慈の同級生）

## ディスコグラフィ

### シングル
|     | 発売日         | タイトル               | 販売形態             | 規格品番  | 形態     | オリコン 最高位 |
| --- | -------------- | ---------------------- | -------------------- | --------- | -------- | --------------- |
| 1st | 2021年12月15日 | TURBO                  | CD+DVD               | BTMC-0005 | DVD付盤  | 25位            |
| 1st | 2021年12月15日 | TURBO                  | CD                   | BTMC-0006 | 通常盤   | 25位            |
| 2nd | 2022年8月16日  | Black Cat              | CD                   | BTMC-0008 | 通常盤   |                 |
| 2nd | 2022年8月16日  | Black Cat              | CD（BonusTrack入り） | BTMC-0009 | FC限定盤 |                 |
| 3rd | 2022年12月25日 | Slime                  | CD                   | BTMC-0010 | 通常盤   |                 |
| 3rd | 2022年12月25日 | Slime                  | CD（BonusTrack入り） | BTMC-0011 | FC限定盤 |                 |
| 4th | 2023年6月21日  | トーキョー・ハリウッド | CD                   | BTMC-0013 | 通常盤   |                 |
| 4th | 2023年6月21日  | トーキョー・ハリウッド | CD                   | BTMC-0014 | FC限定盤 |                 |

### 配信シングル
| 配信日   | タイトル        | 備考     |
| 2021年   | 2021年          | 2021年   |
| -------- | --------------- | -------- |
| 6月16日  | Only one thing  | 先行配信 |
| 7月14日  | Guns & Loudness | 先行配信 |
| 2022年   |                 |          |
| 4月17日  | アクアリウム    |          |
| 4月24日  | ユウレイ        |          |
| 4月29日  | よがあける      |          |
| 5月5日   | DandeLION       |          |
| 5月5日   | 天秤            | 先行配信 |
| 5月6日   | Black Cat       | 先行配信 |
| 2023年   |                 |          |
| 11月28日 | 蒼海行列車      | 先行配信 |

### アルバム
|     | 発売日         | タイトル   | 販売形態 | 規格品番  | 形態     | オリコン 最高位 |
| --- | -------------- | ---------- | -------- | --------- | -------- | --------------- |
| 1st | 2023年12月31日 | 蒼海行列車 | CD       | BTMC-0015 | 限定盤   |                 |
| 1st | 2023年12月31日 | 蒼海行列車 | CD       | BTMC-0016 | 通常盤   |                 |
| 1st | 2023年12月31日 | 蒼海行列車 | CD       | BTMC-0017 | FC限定盤 |                 |

### タイアップ曲
| 楽曲  | タイアップ                                                                   | 時期   |
| ----- | ---------------------------------------------------------------------------- | ------ |
| TURBO | 『イケボ王国の王様がヒマをもてあましておりますっ！！』12月エンディングテーマ | 2021年 |

### 参加作品
| 発売日        | 商品名                    | 歌 | 楽曲 | 備考                                                             |
| ------------- | ------------------------- | --- | --- | ---------------------------------------------------------------- |
| 2022年1月15日 | Over The Galaxy 2 Trilogy | 小笠原仁                                                                                                | 「Will go on」                                                                                                | プラネタリウム朗読劇『Over The Galaxy 2 Trilogy』テーマソング    |
| 2022年1月15日 | Over The Galaxy 2 Trilogy | 今井麻美、小笠原仁、安月名莉子                                                                          | 「 Over The Galaxy 2 Trilogy Union Song ver.Al Di L」 「Over The Galaxy 2 Trilogy Union Song ver.Will go on」 | プラネタリウム朗読劇『Over The Galaxy 2 Trilogy』テーマソング    |
| 2022年6月17日 | Sparkle                   | 愛美、伊藤美来、小笠原仁（GYROAXIA）、梶原岳人、鈴木愛理、DIALOGUE+、TrySail、仲村宗悟、花澤香菜、halca | 「Sparkle」                                                                                                   | ライブイベント『Animelo Summer Live 2022 -Sparkle-』テーマソング |

### キャラクターソング
| 発売日   | 商品名                                                     | 歌 | 楽曲                                                                                          | 備考                                                           |
| 2018年   | 2018年                                                     | 2018年 | 2018年                                                                                        | 2018年                                                         |
| -------- | ---------------------------------------------------------- | --- | --------------------------------------------------------------------------------------------- | -------------------------------------------------------------- |
| 1月10日  | 俺たちマジ校デストロイ                                     | マジ校デストロイ | 「俺たちマジ校デストロイ」                                                                    | 『俺たちマジ校デストロイ』関連曲                               |
| 2019年   |                                                            | |                                                                                               |                                                                |
| 4月3日   | 一切合切デストロイ                                         | マジ校デストロイ | 「一切合切デストロイ」                                                                        | 『俺たちマジ校デストロイ』関連曲                               |
| 4月3日   | 一切合切デストロイ                                         | ミユ（小笠原仁）、ジュン（村上喜紀）                                                                                           | 「ましゅまろ❤みるく」                                                                         | 『俺たちマジ校デストロイ』関連曲                               |
| 6月5日   | BFF ～Best Friends Forever                                 | オオアライトライ | 「BFF ～Best Friends Forever」 「はじまりの歌」 「Ride the WAVE!! - オオアライトライ Ver. -」 | 『WAVE!!』関連曲                                               |
| 6月21日  | Ride the WAVE!!                                            | 波乗りボーイズ | 「Ride the WAVE!!」                                                                           | 『WAVE!!』関連曲                                               |
| 7月3日   | ラフラフ！-laugh life- 1st Round                           | Geraxy | 「Diamond」                                                                                   | 『ラフラフ！-laugh life-』関連曲                               |
| 2020年   |                                                            | |                                                                                               |                                                                |
| 2月19日  | 犬生は一度きり                                             | 伊達組 | 「エターナルずんだ、えだまめフォーエバー」                                                    | テレビアニメ『織田シナモン信長』関連曲                         |
| 10月14日 | 伝説のサーフプリンス                                       | 波乗りボーイズ | 「伝説のサーフプリンス」                                                                      | 劇場アニメ『WAVE!!〜サーフィンやっぺ!!〜』オープニングテーマ   |
| 10月14日 | 伝説のサーフプリンス                                       | 波乗りボーイズ | 「SURFDAYS」                                                                                  | NSA公認サーフィン応援ソング                                    |
| 12月2日  | ラフラフ！-Laugh Life- Final Round                         | Geraxy、Ridiculs、Corner Craver                                                                                                | 「Laugh or Die」                                                                              | 『ラフラフ！-laugh life-』関連曲                               |
| 2021年   |                                                            | |                                                                                               |                                                                |
| 1月20日  | 刺激サーファーボーイ！/One more chance, One Ocean          | 波乗りボーイズ | 「刺激サーファーボーイ！」                                                                    | テレビアニメ『WAVE!!〜サーフィンやっぺ!!〜』オープニングテーマ |
| 2月3日   | AAside                                                     | 七星 蓮（伊藤昌弘）× 旭 那由多（小笠原仁） × FELIX（ランズベリー・アーサー）× 神ノ島風太（中島ヨシキ）× 宇治川紫夕（榊原優希） | 「AAside」                                                                                    | ゲーム『アルゴナビス from BanG Dream! AAside』関連曲           |
| 2月24日  | BEAT BLUE BEAT                                             | オオアライトライ | 「One more chance, One Ocean」                                                                | テレビアニメ『WAVE!!〜サーフィンやっぺ!!〜』エンディングテーマ |
| 2月24日  | BEAT BLUE BEAT                                             | オオアライトライ | 「BEAT BLUE BEAT」                                                                            | 劇場アニメ『WAVE!!〜サーフィンやっぺ!!〜』エンディングテーマ   |
| 2月24日  | BEAT BLUE BEAT                                             | オオアライトライ | 「SURFDAYS」                                                                                  | 劇場アニメ『WAVE!!〜サーフィンやっぺ!!〜』関連曲               |
| 10月13日 | 僕×君チェックメイト                                        | Gambét | 「僕×君チェックメイト」 「STAYBACK」                                                          | 『GAMDOL』関連曲                                               |
| 2022年   |                                                            | |                                                                                               |                                                                |
| 6月29日  | トキメキッスLOVE                                           | Gambét | 「トキメキッスLOVE」 「Broken Amps」                                                          | 『GAMDOL』関連曲                                               |
| 8月2日   | DEVIL ASYLUM                                               | 政宗（峯田大夢）、秀吉（小笠原仁）、光秀（岡本信彦）、家康（美藤大樹）、信長（神尾晋一郎）                                     | 「DEVIL ASYLUM」                                                                              | 『マガツノート』関連曲                                         |
| 8月2日   | DEVIL ASYLUM                                               | 政宗（峯田大夢）、秀吉（小笠原仁）、光秀（岡本信彦）                                                                           | 「ダメ人間(cover)」                                                                           | 『マガツノート』関連曲                                         |
| 2023年   |                                                            | |                                                                                               |                                                                |
| 1月31日  | 魂響                                                       | MAD FANG | 「惡鬼招雷＜CHARACTER ver＞」                                                                 | 『マガツノート』関連曲                                         |
| 5月31日  | V系戦隊エクスキューショナー                                | V系戦隊エクスキューショナー | 「V系戦隊エクスキューショナー」                                                               | 『V系戦隊エクスキューショナー』関連曲                          |
| 6月14日  | 戦国 A LIVE                                                | 戦国 A LIVE | 「此の夜のムコウ」 「TRAIN-TRAIN (Cover）」                                                   | アプリ『戦国 A LIVE』関連曲                                    |
| 7月28日  | V系戦隊エクスキューショナー                                | V系戦隊エクスキューショナー | 「迷図」                                                                                      | 『V系戦隊エクスキューショナー』関連曲                          |
| 8月13日  | マガツノート 戦CD『荒魂大祭』feat.益荒鬼-MASRAO-「漢の宴」 | 政宗（峯田大夢）、秀吉（小笠原仁）                                                                                             | 「漢の宴＜CHARACTER ver＞」                                                                   | 『マガツノート』関連曲                                         |
| 12月8日  | V系戦隊エクスキューショナー                                | 紅屋敷紅葉（小笠原仁） | 「堕天のディスガイズ」                                                                        | 『V系戦隊エクスキューショナー』関連曲                          |
| 12月15日 | 戦国 A LIVE mini album「第1回戦国歌合戦 紅組」             | 戦国 A LIVE | 「光る時」                                                                                    | アプリ『戦国 A LIVE』関連曲                                    |
| 12月15日 | 戦国 A LIVE mini album「第1回戦国歌合戦 紅組」             | ONeLY | 「survival dAnce」                                                                            | アプリ『戦国 A LIVE』関連曲                                    |
| 12月15日 | 戦国 A LIVE mini album「第1回戦国歌合戦 紅組」             | 伊達政宗（小笠原仁） | 「WHITE BREATH」                                                                              | アプリ『戦国 A LIVE』関連曲                                    |
| 12月22日 | V系戦隊エクスキューショナー                                | 紅屋敷紅葉（小笠原仁） | 「世界の夜を盗んでしまえば」                                                                  | 『V系戦隊エクスキューショナー』関連曲                          |
| 2024年   |                                                            | |                                                                                               |                                                                |
| 1月29日  | デュエル・マスターズ プレイス                              | Sho from MY FIRST STORY feat. 小笠原仁                                                                                         | 「EMP-ERROR-【水の守護者カイト・テーマソング】」                                              | アプリ『デュエル・マスターズ プレイス』関連曲                  |
| 5月1日   | ALL SO BAD                                                 | NOIR BOUQUET | 「ALL SO BAD」                                                                                | 『フラガリアメモリーズ』関連曲                                 |
| 5月1日   | ALL SO BAD                                                 | チャコ（小笠原仁） | 「ALL SO BAD（チャコ ver.）」                                                                 | 『フラガリアメモリーズ』関連曲                                 |
| 11月20日 | 18TRIP Cassette #01 'グッドラック'                         | 18is | 「グッドラック」                                                                              | アプリ『18TRIP』主題歌                                         |
| 11月20日 | 18TRIP Cassette #01 'グッドラック'                         | HAMAツアーズ | 「Shall we travel?」                                                                          | アプリ『18TRIP』メインエンディングテーマ                       |
| 12月4日  | 18TRIP Cassette #02 'HAMA Nice Trip' -R1ze-                | R1ze | 「Dawn」                                                                                      | アプリ『18TRIP』朝班オープニングテーマ                         |
| 12月4日  | 18TRIP Cassette #02 'HAMA Nice Trip' -R1ze-                | R1ze | 「Brand New Dawn」                                                                            | アプリ『18TRIP』朝班エンディングテーマ                         |
| 2025年   |                                                            | |                                                                                               |                                                                |
| 5月28日  | マガツノート「Side:EXPOSE」Vol.2                           | 秀吉（小笠原仁） | 「ICARUS」                                                                                    | 『マガツノート』関連曲                                         |
| 8月6日   | フラガリアメモリーズ「WISHES」                             | チャコ（小笠原仁）、バドバルマ（武内駿輔）、ハンギョン（松岡洋平）                                                             | 「Charcoal White」                                                                            | 『フラガリアメモリーズ』関連曲                                 |
| 8月6日   | フラガリアメモリーズ「WISHES」                             | チャコ（小笠原仁）、アルペック（畠中祐）、ハンギョン（松岡洋平）                                                               | 「拜拜[BYE-BYE]」                                                                             | 『フラガリアメモリーズ』関連曲                                 |
| 8月6日   | フラガリアメモリーズ「WISHES」                             | チャコ（小笠原仁）、ハンギョン（松岡洋平）、ピケロ（町本成史）                                                                 | 「Qualia Es Diff」                                                                            | 『フラガリアメモリーズ』関連曲                                 |
| 8月6日   | フラガリアメモリーズ「WISHES」                             | ALL BOUQUET | 「Bouquet of Wishes」                                                                         | 『フラガリアメモリーズ』関連曲                                 |
| 8月6日   | フラガリアメモリーズ「WISHES」                             | NOIR BOUQUET | 「Bouquet of Wishes (NOIR BOUQUET ver.)」                                                     | 『フラガリアメモリーズ』関連曲                                 |
| 8月6日   | 18TRIP Cassette #06 ‘Smiley day’ -R1ze-                    | 西園練牙（小笠原仁） | 「パーチータイム」                                                                            | アプリ『18TRIP』関連曲                                         |
| 9月26日  | BOYS be MAID！                                             | 香騎学園メイドボーイ部 | 「BOYS be MAID！」                                                                            | 『BOYS be MAID！』関連曲                                       |
| 9月26日  | BOYS be MAID！                                             | エメリ・スノワール（小笠原仁）                                                                                                 | 「BOYS be MAID！ エメリ・スノワール Solo ver.」                                               | 『BOYS be MAID！』関連曲                                       |

## ライブ・イベント

### 単独ライブイベント
| 開催日                  | タイトル                                                            | 会場                                                      |
| ----------------------- | ------------------------------------------------------------------- | --------------------------------------------------------- |
| 2021年7月17日、18日     | 小笠原仁 Traveler‘s Eve Festival                                    | 日本橋三井ホール（東京都）                                |
| 2021年10月3日（2部制）  | 小笠原仁トークイベント〜Feel the Autumn〜                           | 品川インターシティホール （TOKYO）（東京都）              |
| 2021年12月26日（2部制） | アーティストデビュー1stシングル『TURBO』発売記念 トーク＆ミニライブ | タワーレコード渋谷店 B1F「CUTUP STUDIO」（東京都）        |
| 2022年5月6日、19日      | 小笠原仁 1st Live「Black Cat」                                      | Zepp DiverCity（TOKYO）（東京都）                         |
| 2022年8月16日           | 小笠原仁Birthday生配信「足跡」                                      | Zepp Haneda（TOKYO）（東京都）よりStreaming+にて配信      |
| 2022年11月20日（2部制） | 小笠原仁オフィシャルファンクラブ“27時の路地裏”FCイベント            | MsmileBOX渋谷（東京都）                                   |
| 2023年3月26日           | 小笠原仁 2nd Live「トーキョー・ハリウッド」                         | 品川インターシティホール （TOKYO）（東京都）              |
| 2023年8月16日           | Ogasawara Jin Birthday Event 2023「Oasis」                          | 東京カルチャーカルチャー（東京都）                        |
| 2023年9月17日、12月2日  | 小笠原仁3rd Live「X DAY TICKET／蒼海行列車」                        | 名古屋SPADE BOX（愛知県）、新宿ReNY（東京都）             |
| 2024年10月6日           | JIN OGASAWARA BIRTHDAY EVENT「LT-946080000s」                       | SSM 仙台スクールオブミュージック&ダンス専門学校（宮城県） |

### 合同ライブイベント
| 出演日                  | タイトル                                                                     | 会場                               |
| ----------------------- | ---------------------------------------------------------------------------- | ---------------------------------- |
| 2021年11月21日、12月5日 | Over The Galaxy 2 – Trilogy –                                                | さいたま市宇宙劇場（埼玉県）       |
| 2022年1月4日            | 声優紅白歌合戦2022                                                           | 東京ガーデンシアター（東京都）     |
| 2022年12月17日          | Original Entertainment Paradise -おれパラ- 2022 This 15 It 両国公演DAY1      | 両国国技館（東京都）               |
| 2023年1月15日           | B-Festival 2023                                                              | KT Zepp Yokohama（神奈川県）       |
| 2023年7月22日           | 第十回 深圳国際电玩節                                                        | 深圳国際会展中心（中華人民共和国） |
| 2024年8月31日           | Animelo Summer Live 2024 -Stargazer- DAY2 （フラガリアメモリーズとして出演） | さいたまスーパーアリーナ（埼玉県） |

### NARGLER
| 開催日        | タイトル      | 会場                        |
| ------------- | ------------- | --------------------------- |
| 2024年9月30日 | NARGLER vol.1 | Robin Club 表参道（東京都） |
| 2025年5月17日 | NARGLER vol.2 | Robin Club 表参道（東京都） |

### Noren.
| 開催日       | タイトル                                         | 会場                            |
| ------------ | ------------------------------------------------ | ------------------------------- |
| 2025年4月5日 | Noren. Act 1「Akatsuki」 Noren. Act 2「Yoiyami」 | Half Moon Hall 下北沢（東京都） |